# Servan Taştan
Servan Taştan oder Şervan Taştan (* 20. Mai 1993 in Marseille) ist ein französisch-türkischer Fußballspieler.

## Kindheit
Taştans Eltern stammen aus der Kreisstadt Varto der osttürkischen Provinz Muş und ließen sich Anfang der 1990er Jahre im französischen Marseille nieder. Sein Vater hatte hier drei Jahre zuvor als Maurer Arbeit gefunden und holte seine Familie dann nach. Hier kam dann 1993 Taştan als zweites Kind der Familie auf die Welt.

## Karriere

### Verein
Taştan begann mit dem Fußballspielen als Straßenfußballer. Während einer seiner Straßenfußballpartien fiel er einem Nachwuchstrainer des Vereins Celtique Le Beaumont auf. Dieser Trainer setzte sich dann mit Taştans Vater in Verbindung und überredete ihn, den damals neunjährigen Taştan in seiner Mannschaft mitspielen zu lassen. So spielte Taştan bis ins Jahr 2006 für diesen Verein. In diesem Jahr löste sich der Verein auf, sodass alle Spieler zu anderen Vereinen abwandern mussten. Taştan spielte daraufhin ein Jahr erst für die Jugend von Olympique Marseille und heuerte 2007 in der Nachwuchsabteilung vom FC Metz an. Dort kam er anschließend von 2011 bis 2013 in dessen Reservemannschaft zum Einsatz.
Zur Saison 2013/14 wechselte Taştan als Profispieler in die türkische TFF 1. Lig zu Karşıyaka SK. Hier gab er in der Ligapartie vom 21. September 2013 gegen Manisaspor sein Profidebüt. Nach zwei Spielzeiten und 30 Einsätzen für Karşıyaka SK, wechselte er in der Sommerpause 2015 zum Ligakonkurrenten Denizlispor und unterschrieb dort für zwei Jahre. Zur Saison 2016/17 wurde er vom Ligarivalen Adana Demirspor verpflichtet. Dort blieb er ein Jahr und spielte anschließend für die unterklassigen Vereine Gümüşhanespor, Darıca Gençlerbirliği, Kahramanmaraşspor, Tuzlaspor und Başkent Akademi FK. 
Die Saison 2020/21 war Tastan dann vereinslos, ehe ihn im Sommer 2021 der luxemburgische Erstligist FC Rodingen 91 unter Vertrag nahm. Mit dem Klub stieg er am Saisonende in die zweite Liga ab. Im Sommer 2023 fürte sein Weg dann weiter zum Drittligisten FC The Belval Belvaux, wo er bis zum Saisonende auf zwölf Ligaeinsätze kam. Seit dem 1. Juli 2024 ist er nun vereinslos.

### Nationalmannschaft
Taştan begann seine Nationalmannschaftskarriere 2010 bei der türkischen U-17-Nationalmannschaft. Nach drei Testspielen nahm er mit der türkischen U-17 an der U-17-Fußball-Europameisterschaft 2010 teil und erreichte mit ihr das Halbfinale. Anschließend spielte er für die türkische U-18- und die U-19-Auswahl. Mit Letzterer qualifizierte er sich für die U-19-Fußball-Europameisterschaft 2011 und schied im Turnier bereits in der Gruppenphase aus. Zuletzt hatte er 2012 noch drei Einsätze für die U-20-Nationalmannschaft.

## Erfolge
Mit der türkischen U-17-Nationalmannschaft
- Halbfinalist der U-17-Fußball-Europameisterschaft: 2010

Mit der türkischen U-19-Nationalmannschaft
- Teilnehmer der U-19-Fußball-Europameisterschaft: 2011